# Nazionale maschile di cricket dello Sri Lanka
La nazionale di cricket dello Sri Lanka è la squadra nazionale di cricket, posta sotto l'egida del Sri Lanka Cricket. Ha partecipato a tutte le edizioni della Coppa del Mondo di cricket ed è riuscita ad aggiudicarsi il trofeo nell'edizione del 1996.

## Storia

### Le origini
Il cricket fu introdotto nello Sri Lanka, allora Ceylon, dagli inglesi durante l'era coloniale, e si ritiene che il gioco fosse praticato sull'isola già agli inizi del XIX secolo. Il primo resoconto documentato di una partita di cricket appare sul Colombo Journal il 5 settembre 1832
Successivamente, fu fondato il Colombo Cricket Club, che iniziò a organizzare le prime partite ufficiali a partire dal novembre dello stesso anno. Intorno al 1880, emerse una rappresentativa nazionale conosciuta come "Ceylon". Negli anni '20, la squadra iniziò a partecipare a partite di cricket di prima classe, segnando l'inizio di una tradizione che avrebbe poi portato alla formazione di una delle nazionali di cricket di maggior successo del mondo.

### I primi tour delle squadre stranire
Il cricket di prima classe a Ceylon si disputava inizialmente solo in occasione delle visite di squadre in tournée, in particolare durante le soste dell'Australia e dell'Inghilterra nei loro viaggi tra i due Paesi. Queste partite fornivano ai giocatori locali l'opportunità di competere contro squadre internazionali, contribuendo in una certa misura alla diffusione e allo sviluppo dello sport sull'isola.
Occasionalmente, le squadre rappresentative di Ceylon partecipavano a incontri all'estero, in particolare in India. Nel 1936/37, l'isola ospitò la squadra di Sir Julien Cahn per una tournée. Successivamente, nell'aprile 1945, la squadra indiana visitò Ceylon e disputò una partita di prima classe contro la rappresentativa locale presso lo stadio Paikiasothy Saravanamuttu di Colombo. L'incontro si concluse in pareggio a causa delle avverse condizioni meteorologiche.
Nel febbraio 1949, le Indie Occidentali visitarono Ceylon per la prima volta e disputarono due partite di prima classe. Nella prima partita, tenutasi allo stadio Paikiasothy Saravanamuttu di Colombo, le Indie Occidentali vinsero con un margine di un inning e 22 punti, grazie a un punteggio di 462/2. Successivamente, nell'agosto 1949, il Pakistan giocò due partite di prima classe a Ceylon, anch'esse disputate allo stesso stadio. La prima partita fu vinta dal Pakistan, guidato da Mohammad Saeed, con un margine di un inning e 192 punti.

### Ammissione nell'ICC
Ceylon ottenne lo status di membro associato della International Cricket Conference (ora International Cricket Council, ICC) dopo aver presentato domanda per l'adesione a pieno titolo. Questo status fu concesso tra il 1965 e il 1981. Nel 1964-1965, Ceylon vinse contro una squadra A del Pakistan in casa e contro una squadra nazionale indiana in India. Nel gennaio 1967, le Indie occidentali giocarono una partita di prima classe a Ceylon allo stadio Paikiasothy Saravanamuttu di Colombo, che terminò in pareggio.
Nel 1968, Ceylon pianificò una tournée in Inghilterra con l'obiettivo di migliorare le possibilità di ottenere lo status di Test. Tra giugno e agosto furono organizzate 19 partite, comprese una partita al Lord's Cricket Ground contro l'MCC, nove partite di prima classe contro squadre di contea e altre cinque partite di prima classe. Tuttavia, il Board of Control for Cricket di Ceylon incontrò difficoltà nella raccolta di fondi per il tour, che richiese donazioni private. Inoltre, il governo era riluttante a concedere la valuta estera necessaria, in quanto stava affrontando difficoltà economiche per le importazioni essenziali.
Nel novembre 1972, il Pakistan visitò lo Sri Lanka, che nello stesso anno cambiò il proprio nome da Ceylon a Sri Lanka, e giocò una partita di prima classe allo stadio Paikiasothy Saravanamuttu di Colombo. La partita terminò in pareggio a causa delle condizioni meteo, con la pioggia che influenzò il corso del match.
Lo Sri Lanka giocò la sua prima partita di cricket in un giorno durante la Coppa del Mondo di cricket 1975 in Inghilterra, perdendo contro le Indie occidentali, futuri campioni, all'Old Trafford Cricket Ground di Manchester per nove wicket. Dopo aver subito altre due sconfitte nel turno preliminare contro Australia e Pakistan, la squadra fu eliminata dalla competizione. Pochi giorni dopo, il 30 giugno 1975, fu fondato il Board of Cricket for Sri Lanka (BCCSL).
Nel gennaio 1976, il Pakistan visitò lo Sri Lanka per giocare tre partite di prima classe e due ODI. I padroni di casa vinsero sorprendentemente la prima partita di prima classe al Colombo Cricket Club Ground con quattro wicket. Il Pakistan vinse la seconda partita nello stesso stadio con lo stesso punteggio.
Poiché lo Sri Lanka non aveva lo status di Test, dovette qualificarsi per la successiva Coppa del Mondo, che ottenne vincendo il Trofeo ICC del 1979. Nelle finali successive in Inghilterra, la squadra fu nuovamente eliminata nel turno preliminare, ma riuscì a vincere sorprendentemente contro l'India, una nazione con lo status di Test, con un vantaggio di 47 punti. Questo risultato contribuì alla decisione dell'International Cricket Council di concedere allo Sri Lanka la piena adesione e lo status di Test nel 1981.

### Ottenimento del test status
Il 21 luglio 1981, lo Sri Lanka divenne membro a pieno titolo del Consiglio Internazionale del Cricket (CPI) e fu riconosciuto come l'ottava nazione a ottenere lo status di Test.

Il primo Test match dello Sri Lanka si disputò nel febbraio 1982 contro l'Inghilterra allo stadio Paikiasothy Saravanamuttu di Colombo. Bandula Warnapura, capitano dello Sri Lanka, guidò la squadra nella partita, che si concluse con una sconfitta per sette wicket. Lo stesso anno, dopo altre quattro partite di Test perse, alcuni membri della squadra partirono per un tour ribelle in Sud Africa. Poiché la squadra sudafricana era bandita a livello internazionale a causa della politica di apartheid, il tour generò uno scandalo significativo. Tutti i giocatori coinvolti nella squadra ribelle, nota come Arosa Sri Lanka, incluso Bandula Warnapura, furono squalificati da tutte le forme di cricket, segnando la fine delle loro carriere sportive

Alla Coppa del Mondo di cricket 1983, tenutisi in Inghilterra, lo Sri Lanka fu eliminato nel turno preliminare. La squadra riuscì a ottenere una sola vittoria durante il torneo.
Nel dicembre 1983, lo Zimbabwe visitò lo Sri Lanka. All'epoca, lo Sri Lanka aveva già ottenuto lo status di Test, mentre lo Zimbabwe non lo possedeva ancora. Durante il tour, la squadra dello Zimbabwe disputò due partite di prima classe: una contro l'XI del Presidente del Consiglio dello Sri Lanka al Tyronne Fernando Stadium e l'altra contro una squadra dello Sri Lanka al Paikiasothy Saravanamuttu Stadium. Entrambe le partite terminarono in pareggio. Inoltre, lo Zimbabwe affrontò lo Sri Lanka in tre ODI.
Nel corso del tour in India 1984/85, la squadra inglese fece una tappa non pianificata in Sri Lanka, un'aggiunta decisa spontaneamente in seguito all'assassinio di Indira Gandhi. Nella stessa stagione, la Nuova Zelanda visitò lo Sri Lanka per una serie di due ODI: lo Sri Lanka vinse il primo incontro con quattro wicket, mentre la Nuova Zelanda si aggiudicò il secondo con sette wicket.
Lo Sri Lanka ottenne la sua prima vittoria in un Test il 6 settembre 1985, sconfiggendo l'India con un margine di 149 punti nella seconda partita della serie. La partita si svolse allo stadio Paikiasothy Saravanamuttu di Colombo, sotto la guida del capitano Duleep Mendis.
Ai Mondiali del 1992, disputati in Australia e Nuova Zelanda, lo Sri Lanka venne eliminato nel turno preliminare, riuscendo a ottenere solo due vittorie in un formato che prevedeva che tutte le nove squadre partecipanti si affrontassero. Tuttavia, nel dicembre dello stesso anno, la squadra ottenne la sua seconda vittoria in un Test, sconfiggendo la Nuova Zelanda. Lo Sri Lanka vinse quella serie di due Test con un punteggio di 1-0.
Nel 1993 lo Sri Lanka conquistò una storica vittoria contro l'Inghilterra, battendola con un solo wicket nell'unico Test del tour inglese. Questa fu la prima vittoria dello Sri Lanka contro l'Inghilterra.
Nel 1995 la squadra continuò il suo progresso vincendo il 15 marzo il suo primo Test in Nuova Zelanda, superando i Black Caps con un margine di 241 punti al McLean Park di Napier. Guidato dal capitano Arjuna Ranatunga, lo Sri Lanka si aggiudicò anche la sua prima serie di Test fuori casa, vincendo 1-0. Successivamente, la squadra si recò in Pakistan per un'altra serie di Test, dove ottenne un'ulteriore vittoria, imponendosi per 2-1.

### Il primo titolo mondiale

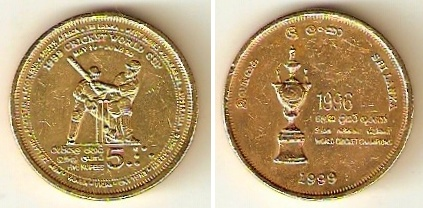
Moneta commemorativa da cinque rupie che commemora la vittoria dello Sri Lanka ai Mondiali del 1996

India, Pakistan e Sri Lanka ospitarono congiuntamente la Coppa del Mondo di cricket 1996. Lo Sri Lanka, sotto la guida del capitano Arjuna Ranatunga, fu inserito nel Gruppo A, dove affrontò Australia, Indie Occidentali, India, Zimbabwe e Kenya nelle partite del girone.
Tuttavia, sia l'Australia che le Indie Occidentali rifiutarono di giocare le loro partite in Sri Lanka, citando preoccupazioni legate alla sicurezza a causa della guerra civile in corso tra il governo e i separatisti Tigri di Liberazione del Tamil Eelam. Di conseguenza, entrambe le partite furono assegnate allo Sri Lanka a tavolino.
Nei quarti di finale della Coppa del Mondo 1996 contro l'Inghilterra, Sanath Jayasuriya giocò un'eccezionale partita segnando 82 punti in soli 44 palle. Lo Sri Lanka vinse l'incontro con cinque wicket, raggiungendo per la prima volta le semifinali.
Nella semifinale disputata ai Giardini dell'Eden di Calcutta, lo Sri Lanka affrontò l'India. Durante la partita, quando l'India si avvicinava alla sconfitta, i tifosi locali reagirono in modo ostile, lanciando bottiglie e altri oggetti sul campo, interrompendo il gioco. Gli arbitri, dopo essersi consultati con le due squadre, assegnarono la vittoria allo Sri Lanka. Con questo risultato, la squadra si qualificò per la finale per la prima volta nella sua storia.
Lo Sri Lanka affrontò l'Australia nella finale della Coppa del Mondo 1996 sotto la guida del capitano Mark Taylor, allo stadio Gheddafi di Lahore. Questo fu il momento più importante nella storia del cricket dello Sri Lanka, con la squadra che riuscì a sconfiggere i favoriti grazie a una straordinaria prestazione di Aravinda de Silva. Durante la partita, lo Sri Lanka necessitava ancora di 51 punti negli ultimi dieci over, ma il secolo di De Silva fu determinante. Il suo fu il terzo century in una finale di Coppa del Mondo, dopo quelli di Clive Lloyd nel 1975 e Viv Richard nel 1979. Lo Sri Lanka divenne la prima squadra a vincere la finale iniziando come squadra in campo, oltre ad essere la prima a conquistare il titolo nel proprio continente

### Il nuovo millennio
Alla Coppa del Mondo di cricket 1999, disputata in Inghilterra, Scozia, Irlanda, Paesi Bassi e Galles, lo Sri Lanka, campione in carica, fu inserito nel Gruppo A insieme a Sud Africa, India, Zimbabwe, Inghilterra e Kenya. Tuttavia, rispetto alla trionfale edizione precedente, questo torneo si rivelò deludente per la squadra, che venne eliminata nella fase a gironi.
L'11 settembre 1999, Sanath Jayasuriya guidò lo Sri Lanka alla sua prima vittoria nei Test contro l'Australia, con un successo per sei wicket allo stadio Asgiriya di Kandy. Dopo che gli altri due test si conclusero con un pareggio, lo Sri Lanka vinse la serie di Test 1–0.
Il 14 giugno 2000, lo Sri Lanka giocò il suo 100º test match contro il Pakistan allo stadio SSC di Colombo, con Sanath Jayasuriya come capitano. Il Pakistan vinse la partita per cinque wicket. La serie di Test fu persa dallo Sri Lanka con un punteggio finale di 0–2, dopo che il Pakistan vinse anche il secondo test e il terzo si concluse con un pareggio.

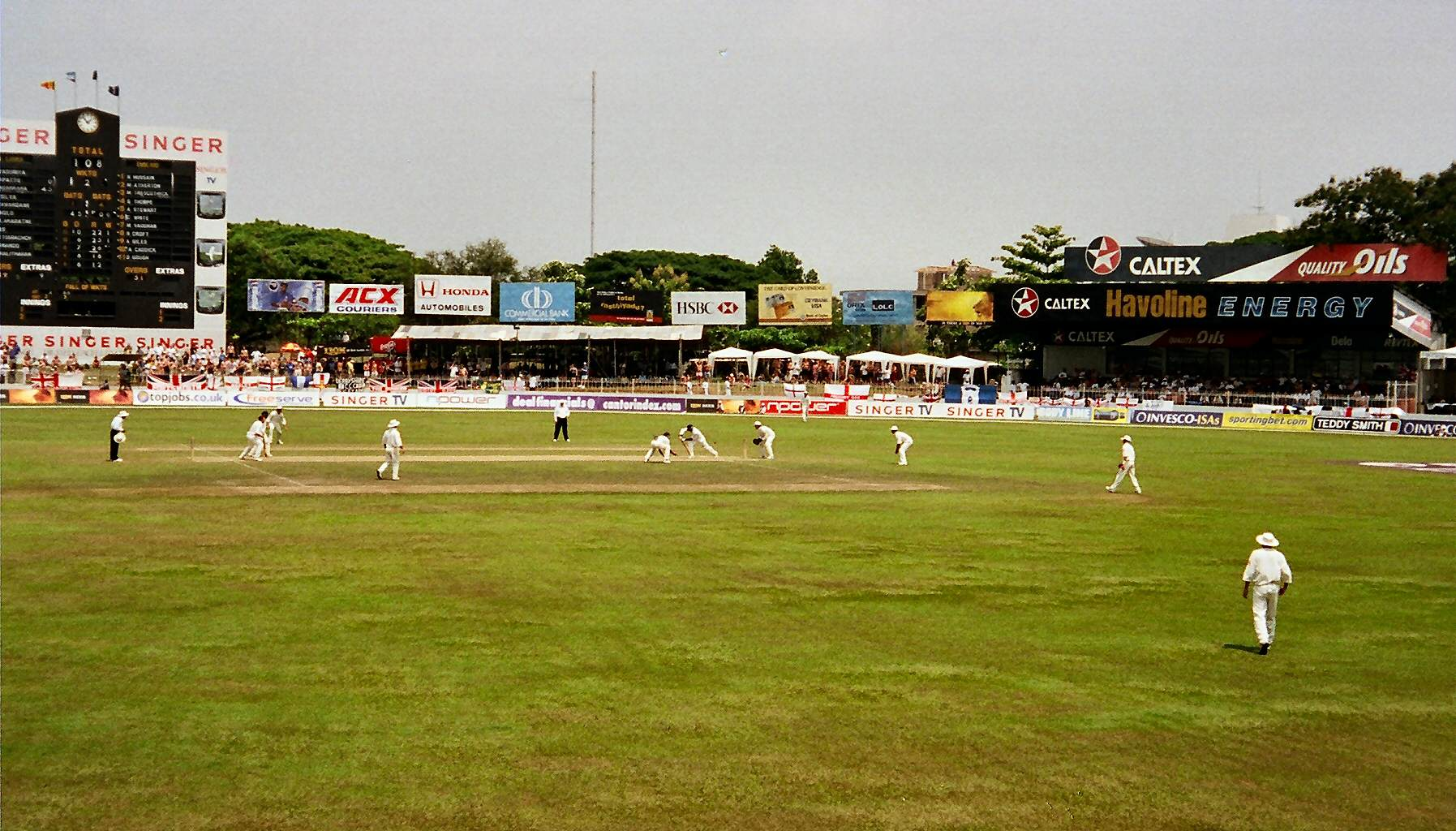
Test match tra Sri Lanka e Inghilterra a Colombo, 2001

### I podi mondiali
Nella Coppa del Mondo di cricket 2003, che si è svolta in Sud Africa, Zimbabwe e Kenya, Sanath Jayasuriya era il capitano della nazionale dello Sri Lanka. La squadra ha affrontato nel Gruppo B le formazioni di Sud Africa, Nuova Zelanda, Indie Occidentali, Bangladesh, Canada e Kenya. Lo Sri Lanka ha concluso il Gruppo B al primo posto, guadagnandosi l'accesso al Super 6. Durante questa fase, la squadra ha subito pesanti sconfitte contro l'Australia e l'India, riuscendo a vincere solo contro lo Zimbabwe. Ciò ha portato lo Sri Lanka al quarto posto in classifica, mentre il Kenya si è qualificato per la sua prima semifinale. Lo Sri Lanka ha incontrato nuovamente l'Australia in semifinale, subendo una sconfitta che ha comportato la sua eliminazione dal torneo.
La Coppa del Mondo di cricket 2007 si è svolta nelle Indie Occidentali, e lo Sri Lanka ha affrontato India, Bangladesh e Bermuda nel Gruppo B. La squadra ha raggiunto il secondo turno imbattuta, eliminando l'India con una vittoria di 185 punti. Nel Super 8, lo Sri Lanka ha dato prova di una buona performance, perdendo solo contro Sud Africa e Australia. Nonostante la sconfitta contro l'Australia, la squadra è riuscita a qualificarsi per le semifinali. In questa fase, lo Sri Lanka ha incontrato nuovamente la Nuova Zelanda, segnando 289/7 grazie a un century del capitano Jayawardena. Lo Sri Lanka ha raggiunto la finale della Coppa del Mondo per la seconda volta e, come nel 1996, ha affrontato nuovamente l'Australia. La partita è iniziata in ritardo a causa della pioggia ed è stata ridotta a 38 over. Gli ultimi tre over sono stati giocati nell'oscurità quasi completa, e lo Sri Lanka ha segnato solo nove run, permettendo all'Australia di vincere per 53 run, utilizzando il metodo DL, poiché lo Sri Lanka aveva completato due over in meno.

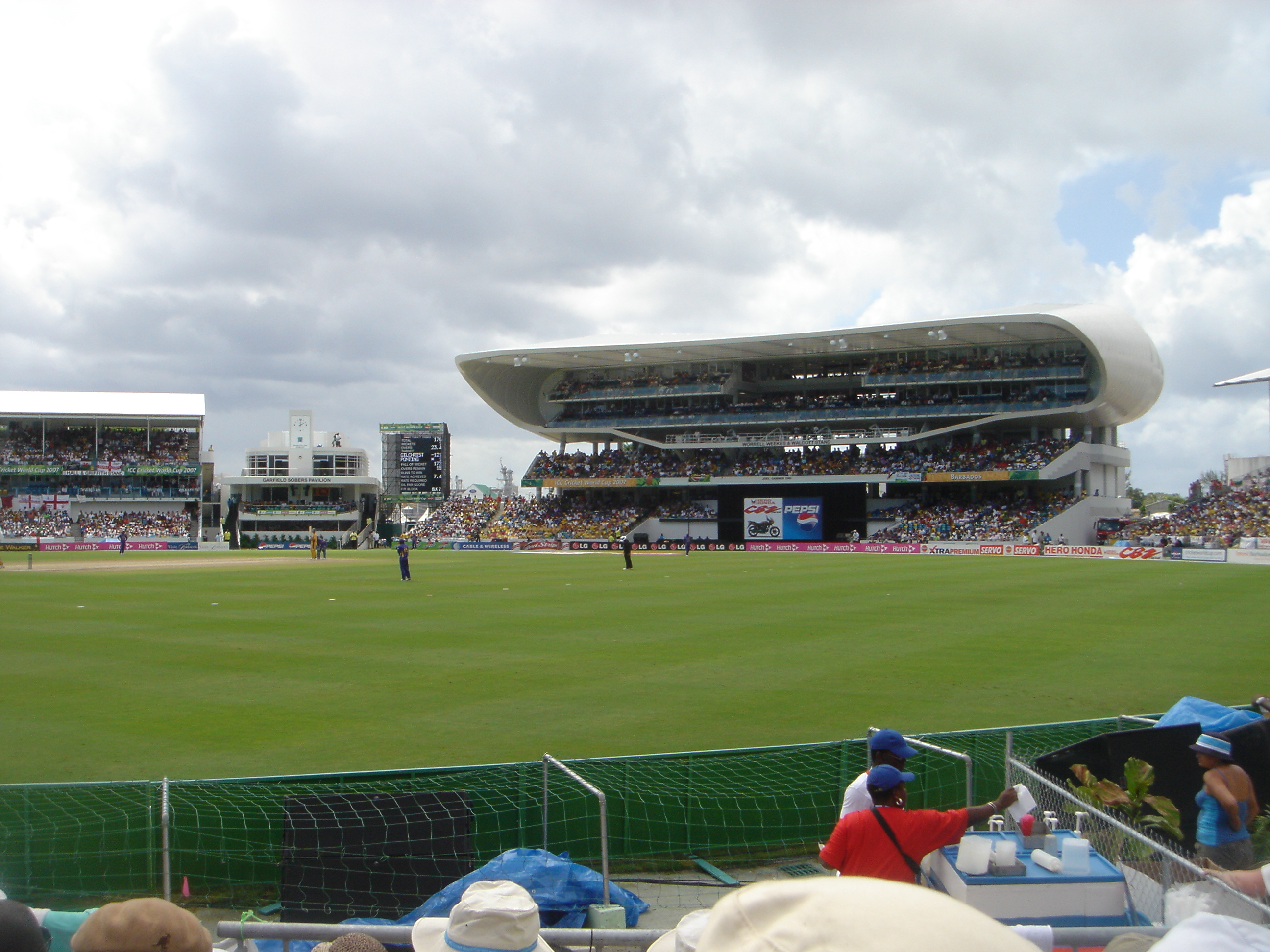
Finale della Coppa del Mondo 2007 tra Australia e Sri Lanka al Kensington Oval delle Barbados

Lo Sri Lanka ha giocato la sua prima partita internazionale T20I il 15 giugno 2006 al Rose Bowl in Inghilterra e vincendo per due punti. 
Nel World Twenty20 inaugurale del 2007, che si è svolto in Sud Africa, lo Sri Lanka è stato eliminato durante la fase dei Super 8. La squadra ha perso contro Pakistan e Australia, riuscendo a battere solo il Bangladesh.

### Attentato a Lahore nel 2009
Il 3 marzo 2009, il convoglio della squadra di cricket dello Sri Lanka è stato attaccato da uomini armati a Lahore, in Pakistan. Nell'attacco sono rimasti uccisi sei agenti di polizia e due civili. Sette giocatori e un membro dello staff tecnico sono stati feriti. La squadra stava viaggiando verso lo Stadio Gheddafi, dove avrebbe dovuto svolgersi la terza giornata del secondo test contro il Pakistan. In seguito all'incidente, lo Sri Lanka Cricket Board ha annullato la partita. La squadra aveva precedentemente accettato di visitare il Pakistan dopo che l'India aveva annullato il suo tour a causa di preoccupazioni per la sicurezza. Tra i feriti, Samaraweera e Paranavitana sono stati trasportati in ospedale, mentre gli altri giocatori hanno riportato ferite lievi e contusioni da schegge. Samaraweera ha subito ferite da schegge alla coscia, mentre Paranavitana è stato colpito al petto. Anche l'allenatore Trevor Bayliss e il vice allenatore Paul Farbrace hanno riportato ferite lievi. Un'importante conseguenza dell'attacco è stata la riassegnazione delle partite previste per la Coppa del Mondo 2011 in Pakistan agli altri paesi ospitanti, Bangladesh, India e Sri Lanka.

### Le tre finali mondiali perse
Nel secondo World Twenty20 del 2009, la squadra dello Sri Lanka ha affrontato Australia e Indie Occidentali nel turno preliminare. Lo Sri Lanka ha vinto la prima partita contro l'Australia con sei wicket, eliminando così l'Australia dalla fase a gironi di un torneo importante per la prima volta. Nella successiva partita del girone, lo Sri Lanka ha battuto le Indie Occidentali con un margine di 15 punti. Nel turno principale, lo Sri Lanka ha vinto tutte e tre le partite contro Pakistan (con 19 punti), Irlanda (con nove punti) e Nuova Zelanda (con 48 punti). In semifinale, la squadra ha sconfitto le Indie Occidentali con un margine di 57 punti. Tuttavia, nella finale, giocata al Lord's Cricket Ground, lo Sri Lanka ha perso contro il Pakistan per otto wicket.
Sebbene il World Twenty20 fosse stato programmato ogni due anni dal 2007, il torneo ODI dell'ICC Champions Trophy, inizialmente previsto per il 2010 nelle Indie Occidentali, è stato trasformato in un formato Twenty20 a causa del rinvio del Champions Trophy 2008 in Pakistan, dovuto a preoccupazioni per la sicurezza. Di conseguenza, il calendario internazionale del cricket è stato modificato. La Coppa del Mondo T20 maschile di cricket 2010 si è quindi svolto solo dieci mesi dopo il torneo precedente. Nelle Indie Occidentali, lo Sri Lanka ha affrontato la Nuova Zelanda e lo Zimbabwe nel turno preliminare, perdendo contro la Nuova Zelanda per due wicket nella prima partita e vincendo contro lo Zimbabwe. Nel girone principale, lo Sri Lanka ha vinto contro le Indie Occidentali con un margine di 57 punti, ma ha poi subito una sconfitta di 81 punti contro l'Australia. Successivamente, ha battuto l'India con cinque wicket. Con queste vittorie, lo Sri Lanka ha raggiunto la seconda semifinale consecutiva in un torneo T20I, ma è stato eliminato dall'Inghilterra, che ha vinto la partita per sette wicket.
India, Bangladesh e Sri Lanka hanno co-ospitato la Coppa del Mondo di cricket 2011. Nel turno preliminare, lo Sri Lanka ha affrontato Canada, Pakistan, Kenya, Australia, Zimbabwe e Nuova Zelanda, riuscendo a qualificarsi per i quarti di finale. La squadra ha vinto l'ultima partita del turno preliminare contro la Nuova Zelanda con un margine di 112 punti. Nei quarti di finale, lo Sri Lanka ha sconfitto l'Inghilterra con dieci wicket, dopo che entrambi i battitori iniziali avevano portato a termine con successo l'obiettivo di 229 punti. In semifinale, lo Sri Lanka ha battuto la Nuova Zelanda per cinque wicket, raggiungendo così la finale per la seconda volta consecutiva. Tuttavia, nella finale, la squadra ha perso contro l'India per sei wicket. Dopo la partita, Muttiah Muralitharan, considerato uno dei migliori giocatori di spin bowling, si è ritirato dal cricket internazionale.
Lo Sri Lanka ha ospitato il World Twenty20 2012, che è stata la prima edizione del torneo in Asia. Nel turno preliminare, la squadra ha affrontato Zimbabwe e Sud Africa, qualificandosi per il turno principale. Nella prima partita del girone, contro la Nuova Zelanda, il match è terminato in pareggio dopo che entrambe le squadre avevano segnato 174 punti. Lo Sri Lanka ha vinto nel Super Over e ha conquistato la vittoria. Successivamente, lo Sri Lanka ha ottenuto facili vittorie contro le Indie Occidentali (per nove wicket) e l'Inghilterra (per 19 punti). In semifinale, ha sconfitto il Pakistan con un margine di 16 punti. Tuttavia, nella finale, la squadra è stata sconfitta dalle Indie Occidentali per 36 punti. Un premio di consolazione per lo Sri Lanka è stato che è diventato il primo paese ospitante a raggiungere la finale di un World Twenty20.

### Il secondo mondiale vinto
Nel turno principale del Coppa del Mondo T20 maschile di cricket 2014 in Bangladesh, lo Sri Lanka ha affrontato Sud Africa, Paesi Bassi, Inghilterra e Nuova Zelanda. Ha vinto la prima partita contro il Sud Africa con un margine di cinque punti. Nella partita successiva contro l'Olanda, la squadra ha eliminato gli avversari per soli 39 punti, il punteggio T20I più basso di una squadra. Lo Sri Lanka ha poi raggiunto i 40 punti necessari in cinque over, segnando così la sua vittoria T20I con il maggior margine di punti e senza dover giocare tutti gli over.
Contro l'Inghilterra, lo Sri Lanka ha subito una sconfitta di sei wicket. Tuttavia, nella partita decisiva contro la Nuova Zelanda, ha vinto con un margine di 59 punti, dopo aver limitato gli avversari a soli 60 punti, il punteggio T20I più basso di una nazione Test. Con questa vittoria, lo Sri Lanka ha raggiunto la sua quarta semifinale consecutiva in un Mondiale T20.
In semifinale, ha sconfitto le Indie Occidentali, campioni del mondo in carica, con un margine di 27 punti utilizzando il metodo D/L. Nella finale, lo Sri Lanka ha vinto contro l'India con sei wicket, conquistando così il suo terzo titolo internazionale, dopo la vittoria nella Coppa del Mondo di cricket del 1996 e la condivisione del titolo nel Champions Trophy del 2002.

### Prestazioni mondiali altalenanti

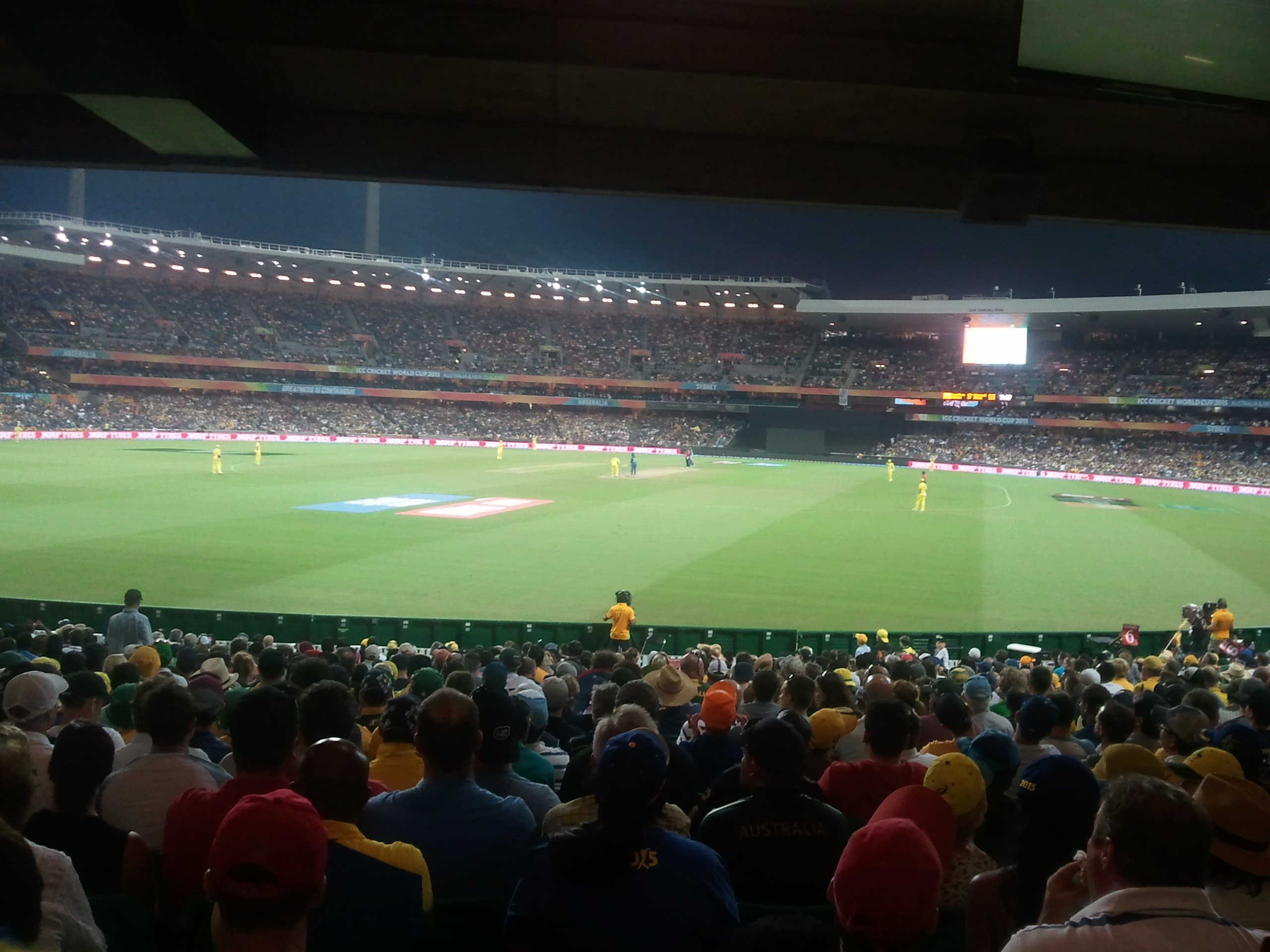
Partita tra Sri Lanka e Australia nella Coppa del Mondo 2015 al Sydney Cricket Ground

Alla Coppa del Mondo di cricket 2015, tenutasi in Australia e Nuova Zelanda, lo Sri Lanka ha affrontato nel turno preliminare Nuova Zelanda, Afghanistan, Bangladesh, Inghilterra, Australia e Scozia, qualificandosi per la fase a eliminazione diretta. Nei quarti di finale, la squadra è stata sconfitta dal Sud Africa con un margine di nove wicket. Dopo l'eliminazione precoce, Kumar Sangakkara e Mahela Jayawardena hanno annunciato il termine della loro carriera nelle partite One Day International (ODI). Con questa sconfitta, lo Sri Lanka non è riuscito a raggiungere le semifinali per la prima volta dalla Coppa del Mondo del 1999.
Uno dei più grandi sconvolgimenti nella storia del cricket dello Sri Lanka si è verificato durante i Mondiali Twenty20 del 2016, disputati in India. Prima del torneo, lo Sri Lanka aveva giocato cinque serie T20I, ottenendo una sola vittoria contro le Indie Occidentali, ma perdendo contro Pakistan, Nuova Zelanda, India e nella Coppa d'Asia 2016. Lo Sri Lanka ha iniziato il torneo nella fase principale con una vittoria per sei wicket contro l'Afghanistan. Nella partita successiva, però, ha subito una sconfitta contro le Indie Occidentali per sette wicket. Lo Sri Lanka ha poi perso il match decisivo contro l'Inghilterra con un margine di dieci punti. Infine, è stato eliminato dal torneo insieme al Sud Africa, dopo aver perso l'ultima partita per otto wicket contro questa squadra. Le sconfitte sono state attribuite a problemi in tutti e tre gli aspetti del gioco: bowling, battuta e fielding.
Il 4 agosto 2016, lo Sri Lanka ha disputato la sua 250ª partita di Test cricket contro l'Australia a Galle. La squadra ha vinto la partita con un margine di 229 punti e ha conquistato per la prima volta il Trofeo Warne-Muralidaran, istituito per celebrare la rivalità tra le due nazionali.
La Coppa del Mondo di cricket 2019 si è svolta in Inghilterra e Galles, con lo Sri Lanka guidato da Dimuth Karunaratne. La squadra è stata eliminata dal torneo durante la fase a gironi.

### Gli anni dopo la COVID-19
Lo Sri Lanka ha iniziato la Coppa del Mondo T20 maschile di cricket 2021, disputata in Oman e negli Emirati Arabi Uniti, con vittorie in tutte le partite del turno preliminare contro Namibia, Irlanda e Paesi Bassi, qualificandosi così per il Super 12. Nella fase successiva, la squadra è riuscita a vincere solo contro il Bangladesh e le Indie Occidentali, mentre ha perso contro Australia, Sud Africa e Inghilterra, venendo eliminata dal torneo nel Super 12. Con questa sconfitta, lo Sri Lanka non è riuscito a raggiungere le semifinali per la prima volta dalla Coppa del Mondo del 1999.
Alla Coppa del Mondo T20 del 2022 in Australia, lo Sri Lanka ha subito una storica sconfitta contro la Namibia nella sua partita di apertura. Tuttavia, la squadra si è ripresa, vincendo contro gli Emirati Arabi Uniti e l'Olanda, qualificandosi così per la fase del Super 12. In questa fase, lo Sri Lanka ha ottenuto vittorie solo contro Irlanda e Afghanistan, ma ha perso contro Australia, Nuova Zelanda e Inghilterra, venendo eliminato dal torneo.
Ai Mondiali T20 del 2024, lo Sri Lanka è stato eliminato nella fase a gironi, subendo sconfitte contro Sud Africa e Bangladesh. La squadra è riuscita a vincere solo contro i Paesi Bassi, mentre la partita contro il Nepal non si è disputata a causa della pioggia.

## Simboli
Il logo di Sri Lanka Cricket presenta un leone dorato con una spada nella mano destra, su uno sfondo azzurro. Sopra il leone, sono presenti le parole "Sri Lanka Cricket". Nel Test cricket, il logo sul casco è leggermente diverso: il leone con la spada è circondato da foglie di loto, racchiuso in un cerchio blu, seguito da un altro cerchio giallo.
Il soprannome della squadra nazionale di cricket dello Sri Lanka è "The Lions", ispirato all'animale nazionale del paese, il leone. Il logo di Sri Lanka Cricket riflette questo simbolo, con il leone al centro.

## Albo d'oro

### ICC World Test Championship
| Anno      | Round  | Pos.   | GP | W  | L  | T | D |
| --------- | ------ | ------ | -- | -- | -- | - | - |
| 2019-2021 | Gironi | 7/9    | 12 | 2  | 6  | 0 | 4 |
| 2021-2023 | Gironi | 5/9    | 12 | 5  | 6  | 0 | 1 |
| 2023-2025 | Gironi | 6/9    | 13 | 5  | 8  | 0 | 0 |
| 2025-2027 | TBD    | TBD    | 2  | 1  | 0  | 0 | 1 |
| Totale    | Totale | Totale | 39 | 13 | 20 | 0 | 6 |

### Coppa del Mondo di cricket
| Anno   | Round            | Pos.   | GP | W  | L  | T | NR |
| ------ | ---------------- | ------ | -- | -- | -- | - | -- |
| 1975   | Gironi           | 7/8    | 3  | 0  | 3  | 0 | 0  |
| 1979   | Gironi           | 5/8    | 3  | 1  | 1  | 0 | 1  |
| 1983   | Gironi           | 7/8    | 6  | 1  | 5  | 0 | 0  |
| 1987   | Gironi           | 7/8    | 6  | 0  | 6  | 0 | 0  |
| 1992   | Gironi           | 8/9    | 8  | 2  | 5  | 0 | 1  |
| 1996   | Campione         | 1/12   | 8  | 8  | 0  | 0 | 0  |
| 1999   | Gironi           | 10/12  | 5  | 2  | 3  | 0 | 0  |
| 2003   | Semi-finals      | 4/14   | 10 | 5  | 4  | 0 | 1  |
| 2007   | Finalista        | 2/16   | 11 | 8  | 3  | 0 | 0  |
| 2011   | Finalista        | 2/14   | 9  | 6  | 2  | 0 | 1  |
| 2015   | Quarti di finale | 7/14   | 8  | 4  | 3  | 0 | 1  |
| 2019   | Gironi           | 6/10   | 9  | 3  | 4  | 0 | 2  |
| 2023   | Gironi           | 9/10   | 9  | 2  | 7  | 0 | 0  |
| Totale | Totale           | Totale | 89 | 40 | 46 | 1 | 2  |

### Coppa del Mondo T20 maschile di cricket
| Anno   | Round       | Pos.        | GP          | W           | L           | T           | NR          |
| ------ | ----------- | ----------- | ----------- | ----------- | ----------- | ----------- | ----------- |
| 2007   | Super 8s    | 6/12        | 5           | 3           | 2           | 0           | 0           |
| 2009   | Finalista   | 2/12        | 7           | 6           | 1           | 0           | 0           |
| 2010   | Semifinale  | 3/12        | 6           | 3           | 3           | 0           | 0           |
| 2012   | Finalista   | 2/12        | 7           | 5           | 2           | 0           | 0           |
| 2014   | Campioni    | 1/16        | 6           | 5           | 1           | 0           | 0           |
| 2016   | Super 10s   | 8/16        | 4           | 1           | 3           | 0           | 0           |
| 2021   | Super 12s   | 8/16        | 8           | 5           | 3           | 0           | 0           |
| 2022   | Super 12s   | 7/16        | 8           | 4           | 4           | 0           | 0           |
| 2024   | Gironi      | 12/20       | 4           | 1           | 2           | 0           | 1           |
| 2026   | Qualificata | Qualificata | Qualificata | Qualificata | Qualificata | Qualificata | Qualificata |
| Totale | Totale      | Totale      | 43          | 28          | 15          | 0           | 0           |

### ICC Champions Trophy
| Anno   | Round            | Pos.            | GP              | W               | L               | T               | NR              |
| ------ | ---------------- | --------------- | --------------- | --------------- | --------------- | --------------- | --------------- |
| 1998   | Semifinale       | 3 or 4/9        | 2               | 1               | 1               | 0               | 0               |
| 2000   | Quarti di finale | 5–8/8           | 2               | 1               | 1               | 0               | 0               |
| 2002   | Campioni         | 1/12            | 4               | 3               | 0               | 0               | 1               |
| 2004   | Giorni           | 8/12            | 2               | 1               | 1               | 0               | 0               |
| 2006   | Giorni           | 8/10            | 6               | 4               | 2               | 0               | 0               |
| 2009   | Giorni           | 6/8             | 3               | 1               | 2               | 0               | 0               |
| 2013   | Semifinale       | 3 or 4/8        | 4               | 2               | 2               | 0               | 0               |
| 2017   | Giorni           | 6/8             | 3               | 1               | 2               | 0               | 0               |
| 2025   | Non qualificato  | Non qualificato | Non qualificato | Non qualificato | Non qualificato | Non qualificato | Non qualificato |
| Totale | Totale           | Totale          | 26              | 14              | 11              | 0               | 1               |

### Asia Cup
| Anno    | Round         | Pos.   | GP | W  | L  | T | NR |
| ------- | ------------- | ------ | -- | -- | -- | - | -- |
| 1984    | Secondo posto | 2/3    | 2  | 1  | 1  | 0 | 0  |
| 1986    | Campione      | 1/3    | 3  | 2  | 1  | 0 | 0  |
| 1988    | Finalista     | 2/4    | 4  | 3  | 2  | 0 | 0  |
| 1990–91 | Finalista     | 2/4    | 3  | 2  | 2  | 0 | 0  |
| 1995    | Finalista     | 2/4    | 4  | 2  | 2  | 0 | 0  |
| 1997    | Campione      | 1/4    | 4  | 4  | 0  | 0 | 0  |
| 2000    | Finalista     | 2/4    | 4  | 2  | 2  | 0 | 0  |
| 2004    | Campione      | 1/6    | 6  | 4  | 2  | 0 | 0  |
| 2008    | Campione      | 1/6    | 6  | 5  | 1  | 0 | 0  |
| 2010    | Finalista     | 2/4    | 4  | 3  | 1  | 0 | 0  |
| 2012    | Gironi        | 4/4    | 3  | 0  | 3  | 0 | 0  |
| 2014    | Campione      | 1/5    | 5  | 5  | 0  | 0 | 0  |
| 2016    | Gironi        | 4/5    | 4  | 1  | 3  | 0 | 0  |
| 2018    | Gironi        | 6/6    | 2  | 0  | 2  | 0 | 0  |
| 2022    | Campione      | 1/6    | 6  | 5  | 1  | 0 | 0  |
| 2023    | Finalista     | 2/6    | 6  | 4  | 2  | 0 | 0  |
| Totale  | Totale        | Totale | 66 | 43 | 23 | 0 | 0  |

### Giochi asiatici
| Anno   | Round              | Pos.   | GP | W | L | T | NR |
| ------ | ------------------ | ------ | -- | - | - | - | -- |
| 2010   | Medaglia di bronzo | 4/9    | 3  | 1 | 2 | 0 | 0  |
| 2014   | Campione           | 1/9    | 3  | 2 | 0 | 0 | 1  |
| 2022   | Quarti di finale   | 4/8    | 1  | 0 | 1 | 0 | 0  |
| Totale | Totale             | Totale | 7  | 3 | 3 | 0 | 1  |

### Giochi del Commonwealth
| Anno   | Round        | Pos.   | GP | W | L | T | NR |
| ------ | ------------ | ------ | -- | - | - | - | -- |
| 1998   | Quarto posto | 4/16   | 5  | 3 | 2 | 0 | 0  |
| Totale | Totale       | Totale | 5  | 3 | 2 | 0 | 0  |

## Statistiche
Partite internazionali – Sri Lanka
Aggiornato al 16 luglio 2025.
| Record                  |     |     |     |   |      |
| Format                  | M   | W   | L   | T | D/NR |
| Test matches            | 326 | 107 | 126 | 0 | 93   |
| One-Day Internationals  | 935 | 432 | 456 | 6 | 41   |
| Twenty20 Internationals | 206 | 94  | 110 | 0 | 2    |

### Test match
Aggiornato al 28 giugno 2025 
| Nazionale         | P   | W   | L   | T | D  |
| ----------------- | --- | --- | --- | - | -- |
| vs Full Members   |     |     |     |   |    |
| Afghanistan       | 1   | 1   | 0   | 0 | 0  |
| Australia         | 34  | 5   | 21  | 0 | 8  |
| Bangladesh        | 28  | 21  | 1   | 0 | 6  |
| India             | 46  | 7   | 22  | 0 | 17 |
| Indie Occidentali | 24  | 11  | 4   | 0 | 9  |
| Inghilterra       | 39  | 9   | 19  | 0 | 11 |
| Irlanda           | 2   | 2   | 0   | 0 | 0  |
| Nuova Zelanda     | 40  | 11  | 18  | 0 | 11 |
| Pakistan          | 59  | 17  | 23  | 0 | 19 |
| Sudafrica         | 33  | 9   | 18  | 0 | 6  |
| Zimbabwe          | 20  | 14  | 0   | 0 | 6  |
| Totale            | 326 | 107 | 126 | 0 | 93 |

### ODI
Aggiornato all'8 luglio 2025 
| Nazionale            | P   | W   | L   | T | NR |
| -------------------- | --- | --- | --- | - | -- |
| vs Full Members      |     |     |     |   |    |
| Afghanistan          | 15  | 10  | 4   | 0 | 1  |
| Australia            | 105 | 37  | 64  | 0 | 4  |
| Bangladesh           | 60  | 45  | 13  | 0 | 2  |
| India                | 171 | 59  | 99  | 2 | 11 |
| Indie Occidentali    | 67  | 32  | 32  | 0 | 3  |
| Inghilterra          | 79  | 37  | 38  | 1 | 3  |
| Irlanda              | 5   | 5   | 0   | 0 | 0  |
| Nuova Zelanda        | 108 | 44  | 54  | 1 | 9  |
| Pakistan             | 157 | 59  | 93  | 1 | 4  |
| Sudafrica            | 81  | 33  | 46  | 1 | 1  |
| Zimbabwe             | 64  | 49  | 12  | 0 | 3  |
| vs Associate Members |     |     |     |   |    |
| Bermuda              | 1   | 1   | 0   | 0 | 0  |
| Canada               | 2   | 2   | 0   | 0 | 0  |
| Emirati Arabi Uniti  | 3   | 3   | 0   | 0 | 0  |
| Kenya                | 6   | 5   | 1   | 0 | 0  |
| Oman                 | 1   | 1   | 0   | 0 | 0  |
| Paesi Bassi          | 6   | 6   | 0   | 0 | 0  |
| Scozia               | 4   | 4   | 0   | 0 | 0  |
| Totale               | 935 | 432 | 456 | 6 | 41 |

### T20I
Aggiornato al 16 luglio 2025 
| Nazionale            | P   | W  | L   | T | NR |
| -------------------- | --- | -- | --- | - | -- |
| vs Full Members      |     |    |     |   |    |
| Afghanistan          | 8   | 5  | 3   | 0 | 0  |
| Australia            | 26  | 10 | 16  | 0 | 0  |
| Bangladesh           | 20  | 13 | 7   | 0 | 0  |
| India                | 32  | 9  | 22  | 0 | 1  |
| Indie Occidentali    | 18  | 10 | 8   | 0 | 0  |
| Inghilterra          | 14  | 4  | 10  | 0 | 0  |
| Irlanda              | 3   | 3  | 0   | 0 | 0  |
| Nuova Zelanda        | 28  | 11 | 16  | 0 | 1  |
| Pakistan             | 23  | 10 | 13  | 0 | 0  |
| Sudafrica            | 18  | 5  | 13  | 0 | 0  |
| Zimbabwe             | 6   | 5  | 1   | 0 | 0  |
| vs Associate Members |     |    |     |   |    |
| Canada               | 1   | 1  | 0   | 0 | 0  |
| Emirati Arabi Uniti  | 2   | 2  | 0   | 0 | 0  |
| Kenya                | 1   | 1  | 0   | 0 | 0  |
| Namibia              | 2   | 1  | 1   | 0 | 0  |
| Paesi Bassi          | 4   | 4  | 0   | 0 | 0  |
| Totale               | 206 | 94 | 110 | 0 | 2  |